# Ван Цзянь

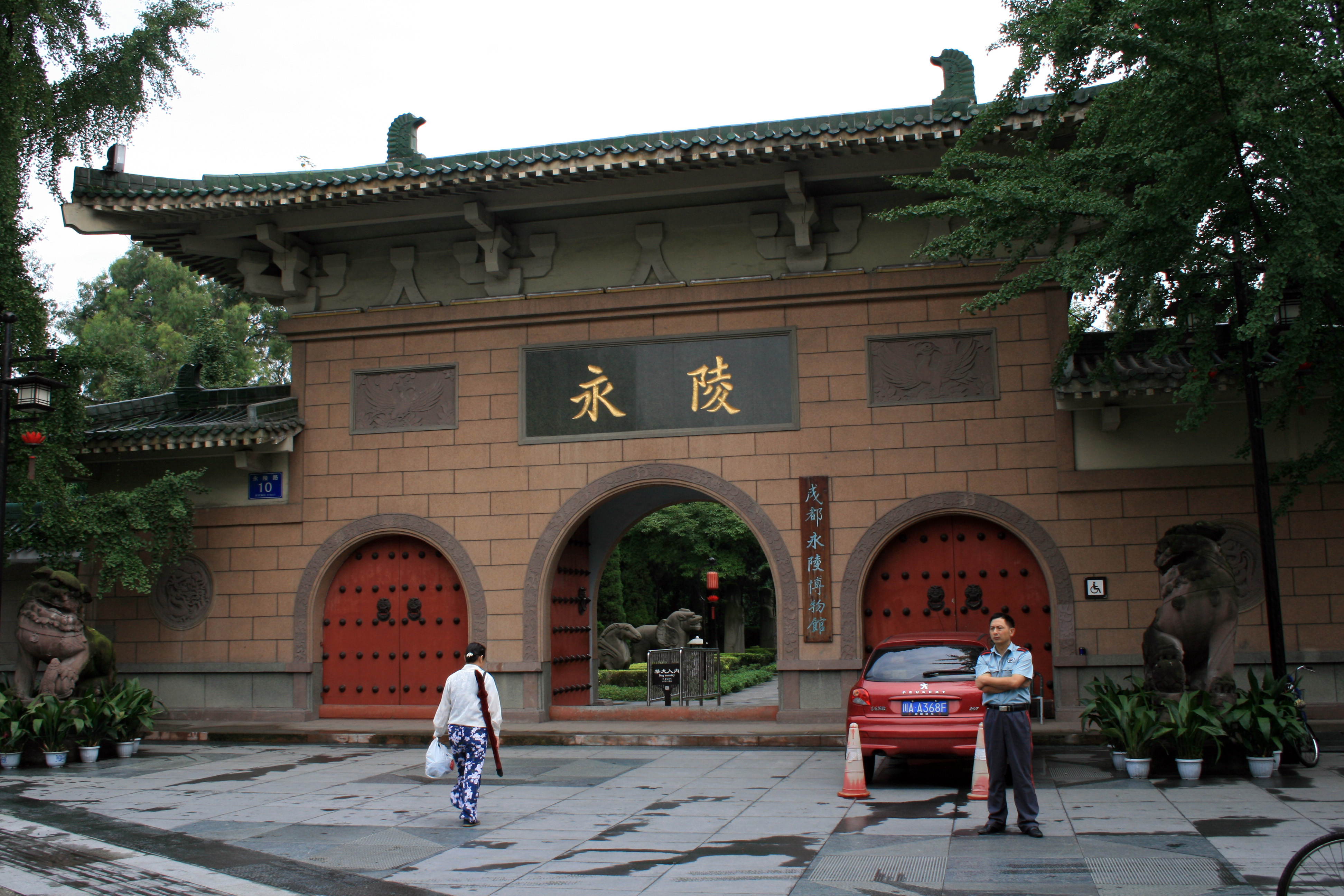
Ворота мавзолея Ван Цзяня в парке Юнлин, Чэнду

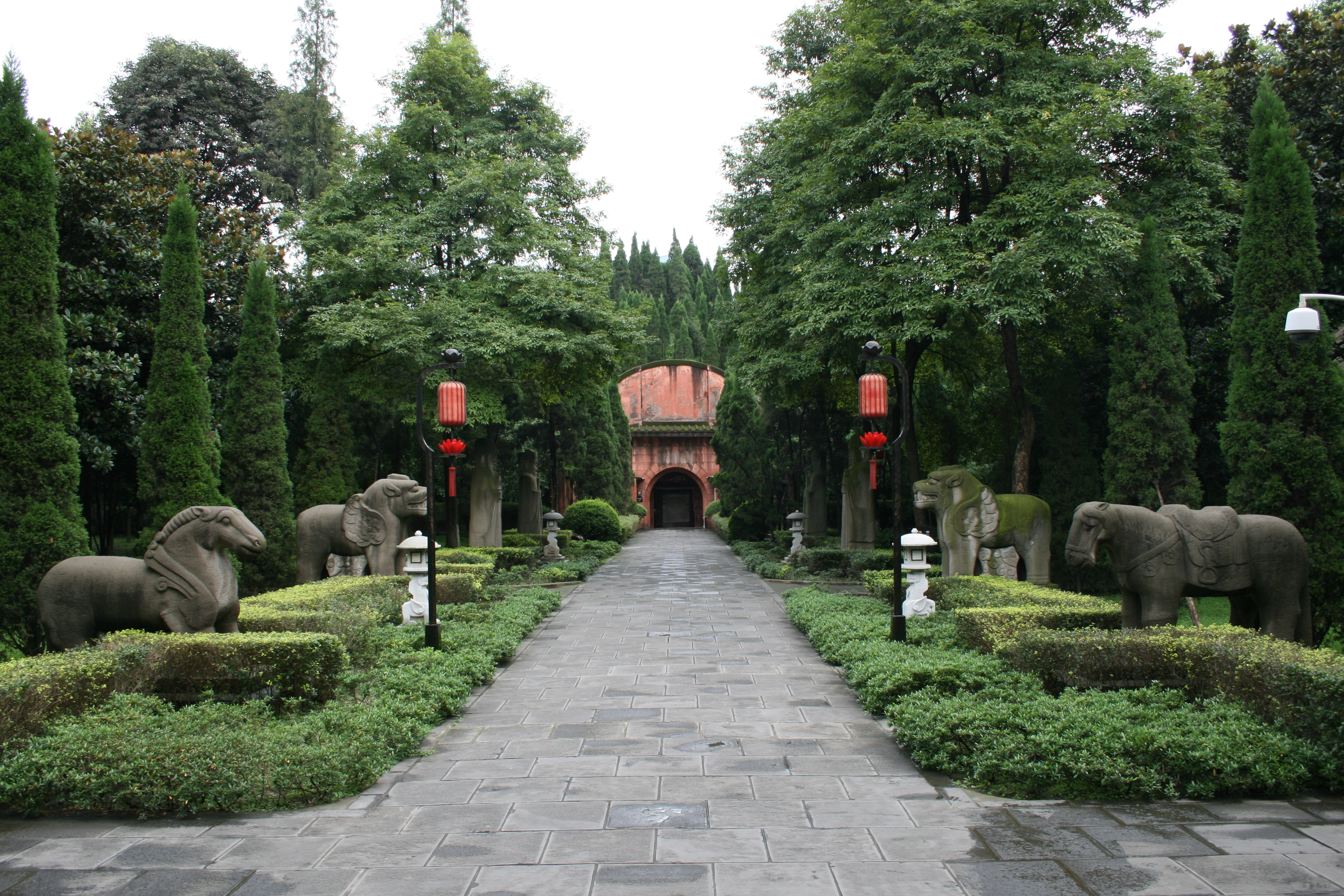
Мавзолей Ван Цзяня в парке Юнлин, Чэнду

Ван Цзянь (王建) (847 — 11 июля 918), имя при рождении Гуанту (光圖), титул Император Гао-цзу Ранней Шу ((前)蜀高祖) — император, основатель династии Ранняя Шу. Он начал карьеру как офицер при династии Тан, потом стал военным губернатором Сычуаня, а при падении династии Тан объявил себя императором и занял трон.

## Ранние годы
Ван Цзянь родился в 847 в уезде Уян (на территории современного городского округа Лохэ провинции Хэнань), в детстве жил в бедности, попадал в тюрьму за мелкие преступления. Какое-то время пробыл на даосской горе Уданшань с монахом Чухун (處洪), который предсказал ему великое будущее. Он пошёл в армию и стал офицером.

## Карьера
В 881 году Ван Цзянь принял участие в походе против мятежника Хуан Чао, который занял столицу и провозгласил себя императором, вынудив императора Сюань-цзуна бежать в Чэнду. Поход возглавлял евнух-генерал Ян Фугуан.

В 883 году его военачальник Ли Янхун занял Ханьчжун и изгнал оттуда военного губернатора, а Ван Цзянь получил должность префекта, но ограничивал его власть в префектуре. Будучи недовольным, Ван Цзянь переметнулся к императорскому евнуху Тянь Линцзы и предринял атаку против Ли Янхуна. В это время императорские войска одержали победу над Хуан Чао и император вернулся в столицу Чанъань, а войско Тянь Линцзы его сопровождало.
Хотя положение Тянь Линцзы при императоре было прочным, он вступил в конфликт с генералом Ван Чунчжуном, военным губернатором области Хэчжун, который был в союзе со многими генералами и высшими чиновниками в столице. Зимой 885 года Ван Чунчжун с союзными генералами атаковал армию Тянь Линцзы и, одерживая победы, стали приближаться к столице. Тянь Линцзы решил эвакуировать 13-летнего императора Сицзуна, а преследователи двинулись за ним. Императорский эскорт застрял в потоке беженцев, Ван Цзянь расчищал императору дорогу, убивая всех, мешающих проходу. Император доверил Ван Цзяню хранение императорской печати, а ночью спал на его коленях.
Тянь Линцзы почувствовал безнадёжность своей ситуации и ушёл в отставку, передав командование Ян Фугуну, который отстранил от себя его доверенных офицеров, Ван Цзянь получил должность префекта области Личжоу (利州, сейчас Гуанъюань, Сычуань). Ван Цзянь попал под начало его приёмного сына Ян Шоуляна. Ван Цзянь смог укрепить свои позиции, заняв соседние уезды Ланчжоу (閬州, теперь в уезде Наньчун, Сычуань), выгнав тамошнего префекта; обратился с петицией к императору и подружился с Гу Яньланем, военным губернатором Дунчуаня (東川), сейчас Мяньян.
В это время Чэнь Синсюань (военный губернатор Сычуаня в Чэнду) предложил Ван Цзяню служить у него, заручившись поддержкой Тянь Линцзы, бывшего начальника Ван Цзяня. Ван Цзянь собрал отряд из 2000 человек и направился в сторону Чэнду. Однако советник Чэня Ли Ай (李乂) убедил его в том, что Вану нельзя доверять, и Чэнь выслал отряд, чтобы остановить Вана. Возник конфликт, который не смог уладить даже император. Ван и его союзники, судя по документам того времени, опустошили в возникшем конфликте все 12 префектур Сычуаня.
Тем не менее Чэнду держался крепко несмотря на атаки Вана. Летом 888 года по причине нехватки продовольствия Ван решил остановить конфронтацию, но его союзники уговорили его продолжать атаки. Он написал петицию новому императору Чжаоцзуну с просьбой дать ему должность префекта в Цюнчжоу (邛州), на территории современного округа Чэнду. Петицию написал также Гу Яньлань, требуя отставки Чэня. Император издал указ, по которому Чэнь вызывался в столицу, получая должность командира императорской гвардии, а военным губернатором Сычуаня становился Вэй Чжаоду. Чэнь отказался от назначения, за что был лишён императором всех титулов. Вэй Чжаоду теперь вместе с Ваном и его союзниками получили приказ начать операцию против Чэня. При этом был образован новый Юнпинской округ, в который вошли 4 префектуры, отторгнутые от Сычуаня, и губернатором назначен Ван Чзянь.. Весной 890 года Ван занял Цюнчжоу, Вэй Чжаоду прибыл в окрестности Чэнду и был тепло встречен Ваном.
Война, однако, затянулась, и в 891 году после неудач в столице император решил прекратить конфронтацию с Чэнем. Он вернул ему титулы, а Вану и Гу приказал управлять своими округами и остановить военные действия. Ван, однако, ощущая приближающее падение Чэнду, вопреки приказу стал продолжать кампанию. Он осадил город, и там начался голод. Весной 891 года Чэнду капитулировал, при этом Ван Цзянь заявил, что он продолжает почитать Тянь Линцзы как приёмного отца и Чэнь Синсюаня. Через некоторое время Ван Цзянь был назначен императором военным губернатором Сычуаня, а округ Юнпин был снова воссоединён с округом Сычуань.

## Военный губернатор провинцииСычуань

### Кампания в округе Дунчуань
Считается, что Ван Цзянь, заняв пост губернатора, управлял старательно, прислушивался к советникам, продвигал талантливых и держался скромно. Однако он был подозрительным, доводя иногда подчинённых до самоубийств из-за подозрений.
Тем не менее гражданская война после занятия Чэнду не только не прекратилась, но стала разрастаться с новой силой, захватывая многие округа и угрожая даже столице.
Его союзник Гу Яньлан, губернатор округа Дунчуань (Мяньян), вскоре умер, и Гу Яньхуэй готовился стать губернатором при поддержке императора, однако Ян Шоулян был против и послал войска своего брата на Дунчуань. Ван Цзянь послал своих высших офицеров на помощь Гу, однако дал секретное распоряжение арестовать Гу Яньхуэя во время пира, который тот организует в честь победы. Заговор не состоялся, так как генерал Ван Цзунби допустил утечку информации, пир был отменён, и альянсу между Гу и Ваном пришёл конец.
Ситуация осложнилась тем, что Тянь Линцы и Чэнь Синсюань, обосновавшиеся в префектуре Пэнчжоу (彭州, в современном округе Чэнду) решили снова провести операцию против Ван Цзяня, объединившись с Ян Шоуляном. Ван Цзянь направил войска на Пэнчжоу и Ланчжоу, и Ян Шоулян потерпел поражение.
В это время (893 год) Гу Яньхуэй вступил в союз с военным губернатором округа Фэнсянь Ли Маочжэнем, который послал армию ему на помощь. Ван Цзянь смог нанести поражение объединённой армии округов Дунчуань и Фэнсянь, после чего Гу попросил мира, обещая порвать отношения с Ли Маочжэнем. В это же время император присвоил Ван Цзяню титул почётного канцлера (同中書門下平章事, Tong Zhongshu Menxia Pingzhangzhi). Ван попросил императора разрешения казнить Чэня и Тяня, разрешение не приходило, но Ван все равно предал их казни.
В 894 году после разгрома, учинённого войсками Вана, в префектуре Пэнчжоу разразился голод. Ян Щэн не смог держать оборону и Пэнчжоу пал, а сам Ян Шэн был убит в бою. Территория была присоединена к Сычуаню. Осенью умер префект Мяньчжоу (綿州, сейчас уезд Мяньянь). Его территорию занял Ли Маочжэнь, но офицер армии Ян Шоухоу сдал её Ван Цзяню.
В 895 Ли Маочжэнь с союзными военными губернаторами других округов напали на столицу Чанъань, казнив канцлеров Вэй Чжаоду и Ли Си. В ответ поднялся со своей армией генерал Ли Кэйюн, к которой подключился и Ван Цзянь. Ван Цзянь остановился в префектура Мяньчдоу, надеясь на подмогу со стороны императорских войск. Гу был обвинён в блокировке проходов, и против Гу была развёрнута военная операция. Ли Кэйюн тем временем одержал несколько побед, заставив пересмотреть Ли Маочжэня его вмешательства в правительство. Тем не менее война затянулась, а Ван Цзянь постепенно присоединял к Сычуаню префектуры из округа Дунчуань, принадлежавшего Гу. Император Чжаоцзун пытался уладить конфликт своим посредничеством.
В 896 году Ли Маочжэнь снова атаковал столицу Чанъань, и император бежал в Чжэньго. Ван Цзянь предложил императору переместить столицу в Чэнду. А хуайнаньский губернатор Ян Синми предложил императору переместить столицу в Хуайнань (淮南, в современном Янчжоу, Цзянсу), предложения приняты не были.
В 897 году Ван Цзянь предпринял новую атаку на Дунчуань и Фэнсянь. Его приёмный сын Ван Цзунъю одержал победу над приёмным сыном Ли Маочжэня, а другой приёмный сын Ван Цзунбо (王宗播) победил и взял в плен другого приёмного сына Ли Маочжэня, другие высшие офицеры и сыновья Вана заняли район Трёх ущелий, взяв под контроль торговые пути по реке Янцзы.
Летом 897 года Ван Цзянь собрал армию в 50 тысяч человек и повёл ей лично на Дунчуань. Ли Маочжэнь пожаловался императору, что Ван Цзянь нарушил императорский приказ остановить атаки на Гу. Император, пытаясь разобраться в конфликте, издал приказ о понижении Ван Цзяня в префекты Наньчжоу (南州, в современном округе Чунцин), а Ли Маочжэнь был назначен новым военным губернатором Сычуаня, а циньский принц Ли Сичжоу (李嗣周) — военным губернатором округа Фэнсянь вместо него, пытаясь таким образом взять хотя бы Фэнсянь под императорский контроль. И Ван Цзянь, и Ли Маочжэнь отказались выполнять такой приказ, а Ли Маочжэнь перекрыл Ли Сичжоу проход в свой округ, после чего тот вынужден был вернуться в Чжэнго. Через некоторое время император восстановил титулы Ван Цзяня.
Продвижение Ван Цзяня против Гу продолжалось, ставя его в безвыходное положение. Зимой 897 года Гу и его приёмный сын убили всю свою семью и покончили с собой. Ван Цзянь занял наконец Дунчуань, назначив своего генерала Хуа военным губернатором. Император попытался сделать другое назначение, но вынужден был признать Хуа. Позднее Ван Цзянь смог разбить Дунчуань на два округа.

### После занятия Дунчуаня
Весной 900 года император Чжаоцзун дал Вн Цзяню титул высшего почётного канцлера Zhongshu Ling (中書令), а потом передал ему командование обоими округами, сформированными из Дунчуаньского округа.
В 901 году даос ду Цунфа (杜從法) поднял мятеж во главе населения Чанчжоу (昌州, в округе Чунцин), Пучжоу (普州, Цзыян, Сычуань) и Хэчжоу (合州, в округе Чунцин). Сыновья Ван Цзяня смогли подавить мятеж.
В это же время евнухи, опасаясь кампании по ликвидации и казни евнухов при дворе, планируемый канцлером Цуй Инем, совершили переворот, сняв императора и передав власть его сыну. Цуй Инь призвал губернаторов и генералов вмешаться. Губернатор Кайфэна Чжу Цюаньчжун (позднее он стал императором новой династии Поздняя Лян) собрал союзников в число которых вошёл и Ли Маочжэнь. Друзья Ли Маочжэня смогли эвакуировать императора Чжаоцзуна в Фэнсянь. Ван Цзянь вступил в союз на стороне императора, стараясь поддерживать хорошие отношения с Чжу и Ли, однако лавируя между ними и обещая секретно поддержку, если они начнут военные операции друг против друга.. Весной 902 года Ли Цзичжун (李繼忠), приёмный сын Ли Маочжэня, военный губернатор Чжаоу(昭武), отвёл войска из центральной префектуры Личжоу, после чего сычуаньские войска заняли её. Сыновья Ван Цзяня заняли также Синъюань и назначили приёмного сына Ван Цзинхэ (王宗賀) губернатором округа Западный Шаньнань. В результате оказалась занятой вся прежняя территория Ли Маочжэня, и ему сдался также губернатор Ханьчжуна. Он стал действовать в соответствии с договорённостью с Чжу Цюаньчжуном, чтобы передать ему в руки императора.
Император смог вернуться в столицу, канцлер Цуй Инь и Чжу Цюаньчжун приказали казнить всех евнухов. Однако Ван Цзянь дал убежище двум евнухам (Ю Цяньюань (魚全禋 и Янь Цуньмэй (嚴遵美)).
В 903 году Ван заключил мирный договор с Чжу. Вернувшийся на трон Император Чжаоцзун даровал ему титул принца Шу. Ван Цзянь послал своих приёмных сыновей на восток по реке Янцзы, чтобы занять Цзиньгуаньский округ (Цзинчжоу, Хубэй). К этому моменту губернатор уже оказался убитым, и его сыновья одержали ещё серию побед, заняв несколько префектур в Чунцине и провинции Хубэй. Он посчитал, что Цюйтанское ущелье — достаточно мощная защита, и остановился, не став наступать на префектуры в составе современного Ичана. Он назначил своего приемного сына губернатором округа Утай (武泰, Чунцин).
В 904 году Чжу Цюаньчжун, укрепляя свою власть (что привело потом к занятию трона), отправил императора насильно в Лоян, о чём император секретно уведомил Ван Цзяня, призывая на помощь. Ван Цзянь послал Ван Цзунъю на север, но встретив ощутимую силу Чжу Цюаньчжуна, отказался от продолжения кампании. Однако Ван Цзянь стал при этом издавать приказы от имени императора, утверждая, что он временно принимает императорскую власть пока император не вернётся в столицу Чанъань (что теперь было бы невозможно). Война продолжалась и позиция Вана укреплялась.
Теперь Ван Цзянь стал снова искать союза с Ли Маочжэнем, выдав дочь за его племянника и предложив снабжение его армии. Далее Ван Цзянь уменьшил налоги для населения. Он также заключил союз с губернатором Чжао, скрепив его браком.
Солдаты Чжу Цюаньчжуна убили императора, и на трон был возведён его сын Ай-ди. Чжу уже отрезал императора от вмешательства посторонних лиц и стал посылать распоряжения от его имени сам. Он оповестил округа о смерти императора Чжаоцзуна. Когда гонец прибыл в Сычуань, Ван Цзянь отказался с ним встречаться, и с ним говорил от его приёмный сын, который объявил о разрыве отношений с Чжу.
В 906 году Ван Цзянь создал временное императорское правительство, поставив себя во главу. Он совершил церемониальный танец, обратившись к востоку, показывая уважение императору, и стал действовать от имени императора.
В 907 году Чжу принудил императора Ай-ди передать ему трон м установил новую династию Поздняя Лян. Большинство губернаторов признало его, но отказались признать Ван Цзянь, Ли Кэюн, Ли Маочжэнь, Ян Во. Ван и Ян разослали декларацию о необходимости восстановления танского трона, но большинство округов, признавших новую династию, не откликнулись. Ван тогда объявил себя претендентом на императорский титул и пытался уговорить Ли Кэюна сделать то же, но тот отказался. Тем не менее Ван Цзянь объявил себя императором, положив начало новой династии Ранняя Шу в Сычуане. Ли Маочжэнь при этом провозгласил себя императором новой династии Ци.

## Император династииРанняя Шу

### Раннее правление
Император был неграмотный, однако уважал учёных-аристократов и с ними много общался. Его старший сын Ван Цунжэнь (王宗仁) был инвалидом с детства. Его второй сын Ван Цзунцзи получил титул принца Суй, и тот должен был стать наследником. У него было много приёмных сыновей, которых тоже можно было производить в принцы.
Ван Цзунъи и Вэй Чжан были назначены канцлерами. Однако Ван Цзунцзи вёл себя заносчиво по отношению к другим приёмным сыновьям. В 908 году Ван Цзянь дал ему почётный титул Тайши(太師), но снял с него статус канцлера.
Ван Цзунцзи стал писать Ван Цзяню требования, а потом его публично оскорблять, после чего Ван Цзянь его предал смерти, а наследником назначил Ван Цзунъи.
В конце 908 года войска Шу, Ци и Цзинь попытались совместными усилиями атаковать столицу Поздней Лян город Чанъань, но после того, как генералы поздней Лян Лю Чжицзюнь и Ван Чжунши разбили армию Ци, войска Цзинь и Шу отступили.

### Позднее правление
В 911 году альянс между Шу и Ци рухнул, а вскоре между ними начались военные действия. В последующие годы Ци постепенно теряло свои земли и к 917 году фактически контролировало лишь столичный уезд Фэнсянь. В 917 году Ван Цзянь объявил о смене названия страны с Шу на Хань, однако весной 918 года вернул стране прежнее наименование. Вскоре он скончался, и на трон взошёл его сын Ван Янь, при котором страна начала приходить в упадок.